# 辱包文化
辱包文化，又諧音作“乳包文化”，是對中國共產黨總書記习近平進行惡搞、諷刺、侮辱和調侃產生的網路迷因，字面義即“侮辱包子”。“包子”之所以被用以指代習近平其人，是有2013年習近平吃包子事件在先，該事件令習近平被戲稱為“習包子”、“庆丰帝”。相關的恶搞、讽刺、侮辱习近平的作品被戲稱為“乳制品”。

## 相關事件
习近平曾於2013年12月28日到访北京西城区月坛北街庆丰包子铺，故有網民用“習包子”、“庆丰帝”等词指代习近平。
由於習近平的姿態和外貌被一些人發現與迪士尼經典卡通角色小熊維尼相似，2017年網絡上開始出現相關惡搞，相关部门加大了审查力度，「小熊維尼」旋即成為新的敏感词。在微信、微博上輸入「小熊維尼」，雖仍能看到相關文章，但若要在微博上評論，輸入這四個字便會出現評論失敗的訊息，並且微信上的「小熊維尼友情系列」表情图被下架。與此同時，YouTube上出現大量關於習近平的惡搞影片。
2018年3月两会期间，在中国问答网站知乎上有网友發出“客车司机连续疲劳驾驶不换班，作为乘客应该怎么做？”的提问，被指影射习近平修宪废除国家主席、副主席连任限制，打破“废除干部领导职务终身制”。随后，北京网信办发布紧急通知。“知乎”平台因管理不严，传播违法违规信息，根据相关法律法规，要求各应用商店下架“知乎”App七天。
2019年12月，在知乎上有網友詢問「如何清洗细颈瓶」，音似「習近平」，被知乎以「違反互聯網相關法律規範」理由刪除，網上隨即出現相關創作。
2020年，部分中国网民因不滿习近平在2019冠狀病毒病疫情中的表现，开始在社交平台轉發“翠”这个字，其含义为該字的拆解：「习习卒」（「习」為「習」的簡體字），“卒”即“死”，“祈翠”即“祈愿习死”。新浪微博上甚至一度出现“每日祈翠超话”，不少网民因轉發或参与此话题遭到账号封禁。
2022年2月，香港人“易碎君”（高中一年級學生）因創作辱包作品在15歲之齡被国安警察撿取電腦和手機，並帶走調查。2022年，辱包作者“牆國蛙蛤蛤”告訴美國之音，中共在他身上动用了庞大的维稳力量，他的Telegram群里先后有近10位成员被当地警察“喝茶”，询问群主信息。
2023年10月5日，YouTube以「霸凌和騷擾」為由，永久封禁了「衝浪之音」的頻道， 因該頻道發佈了諷刺中國共產黨領導人習近平的影片，如「習鴨殺」（在他人直播當中放反對中共政權的音檔），引起年輕網民效仿。據推測，「衝浪之音」可能因在Twitter上分享了嗶哩嗶哩的帶有分享者信息的短鏈接引發了中國國安注意。 
2023年10月7日，「衝浪之音」與外界失聯，可能與該鏈接暴露使用者的Bilibili站ID及手機信息有關。此外，「衝浪之音」參與了「次世代獵殺皮套狗TV」入侵上海虹口區的官員會議，播放「四通橋標語」，成功擾亂了會議，分析認為「衝浪之音」的失聯與其頻道被封禁有關，可能已成為中國當局的打擊目標。
在俄羅斯的最大的社交媒體VKontakte中，以「红龙习近平」為主要的社群創造了新迷因，模仿中國網路評論員或網路機器人的口氣「黨以你為榮」和增加「社會信用」來對發動對其他社群的襲擊。